# Battle of the Sexes (album)
Pour les articles homonymes, voir Battle of the sexes.
Albums de Ludacris
Theater of the Mind
(2008) Ludaversal
(2015)
Singles
1. How Low
Sortie : 8 décembre 2009
2. My Chick Bad
Sortie : 23 février 2010
3. Sex Room
Sortie : 18 mai 2010
4. Everybody Drunk
Sortie : 24 septembre 2010

Battle of the Sexes est le huitième album studio de Ludacris, sorti le 9 mars 2010.
À l'origine, cet album devait être une collaboration entre Ludacris et la rappeuse Shawnna, mais elle a quitté Disturbing tha Peace en 2009.
Produit par plusieurs producteurs de renom (T-Minus, Bangladesh, Swizz Beatz, The Neptunes et The Runners), l'album s'est classé 1er au Billboard 200, au Top R&B/Hip-Hop Albums et au Top Rap Albums et 2e au Top Digital Albums.

## Liste des titres
| No  | Titre                                                   | Contient un (des) sample(s) de | Durée |
| --- | ------------------------------------------------------- | --- | ----- |
| 1.  | Intro                                                   | | 1:28  |
| 2.  | How Low                                                 | Bring the Noise de Public Enemy I Wanna Rock de Luke How Many Licks? de Lil' Kim featuring Sisqó Face Down, Ass Up de Luke featuring 2 Live Crew This Old Man (Traditionnel) | 3:21  |
| 3.  | My Chick Bad (featuring Nicki Minaj)                    | Ain't No Half-Steppin' de Big Daddy Kane Look Pon Me de Sticky featuring Natalie Storm                                                                                       | 3:36  |
| 4.  | Everybody Drunk (featuring Lil Scrappy)                 | You Don't Want Drama de 8Ball & MJG | 4:10  |
| 5.  | I Do It All Night                                       | | 4:41  |
| 6.  | Sex Room (featuring Trey Songz)                         | Summer Breeze des Isley Brothers Dilemma de Nelly et Kelly Rowland | 5:30  |
| 7.  | I Know You Got a Man (featuring Flo Rida et Ester Dean) | | 4:03  |
| 8.  | Hey Ho (featuring Lil' Kim et Lil Fate)                 | W.F.Y. d'Electrik Red | 4:12  |
| 9.  | Party No Mo' (featuring Gucci Mane)                     | | 4:21  |
| 10. | B.O.T.S. Radio (featuring I-20)                         | | 4:56  |
| 11. | Can't Live with You (featuring Monica)                  | | 4:19  |
| 12. | Feelin' So Sexy                                         | Don't Look Back de Télépopmusik featuring Angela McCluskey | 3:29  |
| 13. | Tell Me a Secret (featuring Ne-Yo)                      | | 4:18  |
| 14. | My Chick Bad (Remix) (featuring Diamond, Trina et Eve)  | | 3:23  |

| 15. | Sexting | 4:43 |

| 16. | How Low (Remix) (featuring Ciara et Pitbull)  | 3:55 |
| 17. | Rollercoaster (featuring Shawnna et Dru Hill) | 5:18 |